# Namtar
Namtar (parfois Namtaru ou Namtara) est un dieu mineur chthonien de la mythologie mésopotamienne. Il est le dieu de la mort et le ministre et messager des divinités An, Ereshkigal et Nergal.

## Biographie
Namtar est le fils d'Enlil et d'Ereshkigal, né avant que son père viole la déesse Ninlil. Il est considéré comme responsable des maladies et des animaux nuisibles. La mythologie indique qu'il commande soixante démons, chacun correspondant à une maladie et pénétrant une partie du corps humain. On lui fait des offrandes pour prévenir ces maladies. 
Après la conquête de Sumer, les Assyriens et les Babyloniens héritent de cette croyance. Pour certains, Namtar est l'esprit du destin, et ses démons exécutent ses instructions quant au sort des humains mais également de certains dieux. Dans d'autres écrits, il s'apparente à la Faucheuse en tant que personnification de la mort,.